# Promozione Trentino-Alto Adige 1980-1981
Nella stagione 1980-1981 la Promozione era sesto livello del calcio italiano (il massimo livello regionale). Qui vi sono le statistiche relative al campionato in Trentino-Alto Adige.
Il campionato è strutturato in vari gironi all'italiana su base regionale, gestiti dai Comitati Regionali di competenza. Promozioni alla categoria superiore e retrocessioni in quella inferiore non erano sempre omogenee; erano quantificate all'inizio del campionato dal Comitato Regionale secondo le direttive stabilite dalla Lega Nazionale Dilettanti, ma flessibili, in relazione al numero delle società retrocesse dal Campionato Interregionale e perciò, a seconda delle varie situazioni regionali, la fine del campionato poteva avere degli spareggi sia di promozione che di retrocessione.

## Squadre partecipanti
| Squadra                | Città              |
| ---------------------- | ------------------ |
| U.S. Alense            | Ala (Italia) (TN)  |
| U.S. Anaune            | Cles (TN)          |
| U.S. Dolomitica        | Predazzo (TN)      |
| U.S. Gardolo           | Trento (TN)        |
| A.C. Merano            | Merano (BZ)        |
| U.S. Mori              | Mori (TN)          |
| S.S. Naturno / Naturns | Naturno (BZ)       |
| U.S. Oltrisarco        | Bolzano (BZ)       |
| U.S. Passirio          | Merano (BZ)        |
| U.S. Rotaliana         | Mezzolombardo (TN) |
| U.S. Rovereto          | Rovereto (TN)      |
| U.S. Salorno / Salurn  | Salorno (BZ)       |
| U.S. Settaurense       | Storo (TN)         |
| U.S. Termeno / Tramin  | Termeno (BZ)       |
| G.S. Torbole           | Torbole (TN)       |
| A.S. Virtus Don Bosco  | Bolzano (BZ)       |

## Classifica finale
|  | Pos. | Squadra           | Pt | G  | V  | N  | P  | GF | GS | DR  |
|  | ---- | ----------------- | -- | -- | -- | -- | -- | -- | -- | --- |
|  | 1.   | Passirio          | 47 | 30 | 20 | 7  | 3  | 52 | 23 | +29 |
|  | 2.   | Rovereto          | 43 | 30 | 18 | 7  | 5  | 49 | 18 | +31 |
|  | 3.   | Dolomitica        | 36 | 30 | 13 | 10 | 7  | 52 | 33 | +19 |
|  | 4.   | Torbole           | 35 | 30 | 12 | 11 | 7  | 40 | 36 | +4  |
|  | 5.   | Termeno / Tramin  | 33 | 30 | 12 | 9  | 9  | 33 | 34 | -1  |
|  | 6.   | Settaurense       | 32 | 30 | 13 | 6  | 11 | 44 | 40 | +4  |
|  | 7.   | Oltrisarco        | 31 | 30 | 10 | 11 | 9  | 40 | 32 | +8  |
|  | 8.   | Gardolo           | 30 | 30 | 7  | 16 | 7  | 25 | 26 | -1  |
|  | 9.   | Alense            | 29 | 30 | 8  | 13 | 9  | 30 | 39 | -9  |
|  | 10.  | Rotaliana         | 28 | 30 | 9  | 10 | 11 | 34 | 34 | 0   |
|  | 11.  | Salorno / Salurn  | 25 | 30 | 6  | 13 | 11 | 35 | 43 | -8  |
|  | 12.  | Merano            | 25 | 30 | 5  | 15 | 10 | 24 | 29 | -5  |
|  | 13.  | Mori              | 24 | 30 | 4  | 16 | 10 | 18 | 30 | -12 |
|  | 14.  | Anaune            | 23 | 30 | 5  | 13 | 12 | 14 | 25 | -11 |
|  | 15.  | Virtus Don Bosco  | 22 | 30 | 5  | 12 | 13 | 27 | 47 | -20 |
|  | 16.  | Naturno / Naturns | 17 | 30 | 2  | 13 | 15 | 24 | 52 | -28 |